# Ctenichneumon minor
Ctenichneumon minor är en stekelart som beskrevs av Heinrich 1961. Ctenichneumon minor ingår i släktet Ctenichneumon och familjen brokparasitsteklar. Inga underarter finns listade i Catalogue of Life.